# Helen Ward
Helen Ward es una médica británica, profesora de salud pública en el Imperial College London y directora del Centro de investigación de experiencia del paciente (PERC). Durante la pandemia de coronavirus 2019-2020, Ward pidió que el Gobierno del Reino Unido fuese más proactivo en su respuesta al brote de SARS-CoV-2.

## Biografía
Ward estudió medicina en la Universidad de Sheffield donde obtuvo el título de graduado en Medicina y Cirugía (MB ChB) en 1981. En 1984 Ward comenzó a trabajar como residente en el Hospital de St Mary's. Se especializó en medicina genitourinaria y salud pública. Obtuvo una maestría universitaria en ciencias (MSc) en epidemiología por la Escuela de Higiene y Medicina Tropical de Londres. Completó su doctorado (PhD) en la Universidad de la City de Londres. Su investigación se centró en el trabajo sexual y la salud de los trabajadores del sexo en Londres. Estudió cómo varios determinantes, incluyendo género y clase social, influyen en las probabilidades de adquirir una infección de transmisión sexual.

## Trayectoria científica
Ward ha dedicado su carrera a la epidemiología de las infecciones de transmisión sexual. En 1986 Ward ayudó a fundar el proyecto Praed Street. Esto consiste en una clínica de salud sexual que proporciona servicios médicos para trabajadores del sexo. Durante su carrera Ward ha investigado la salud de trabajadores del sexo, investigando métodos para prevenir la transmisión del VIH y otras enfermedades infecciosas. Estudió a trabajadores del sexo en Londres desde mediados de los 80 hasta la década del 2000 como parte del primer proyecto longitudinal que analizó el impacto de la prostitución en mujeres. Demostró que los trabajadores del sexo son sometidos a violencia frecuentemente, y que su salud física y mental queda marcada por el estigma social y la criminalización. En 1993 estableció EUROPAP, un proyecto europeo de prevención del SIDA entre prostitutas.
Ward fue ascendida a Profesora de Salud Pública en Imperial College London en 2009. Desde 2011 dirige el Centro de investigación de experiencia del paciente (PERC) del Instituto Nacional de Investigación Sanitaria (NIHR). Su investigación es multidisciplinaria, combinando antropología y etnografía con medicina clínica en un esfuerzo para mejorar la calidad de los  servicios sanitarios.

### Liderazgo durante la crisis del coronavirus 2019-20
Durante la pandemia del 2020, Ward se mostró abiertamente preocupada por los mensajes contradictorios del Gobierno del Reino Unido, ya que estos contribuyeron a la confusión del público sobre cómo evitar contraer la enfermedad. Describió la propuesta de inmunidad de rebaño de  Boris Johnson como "preocupante, y una distracción del objetivo vital de aplanar la curva del infecciones cumbre de la epidemia".
Ward trabajó con el Centro de investigación de experiencia del paciente (PERC) de Imperial College London y con YouGov para esclarecer el sentimiento público con respecto al SARS-CoV-2. Concluyó que el 77% del público estaba preocupado por la epidemia en el Reino Unido, y que el 88% estaría dispuesto a aislarse si fuese recomendado por un profesional de salud. Trabajó con el  Instituto de Investigación Médica (MRC) y el Instituto Abdul Latif Jameel para el Análisis de Enfermedades y Emergencias (J-IDEA) para crear un curso en línea que explicase la ciencia detrás del SARS-CoV-2. El curso, disponible gratuitamente en Coursera, cubrió conceptos básicos de epidemiología, economía y comunicación. Se fue actualizando a medida que se obtuvo más información sobre el virus.
En abril de 2020 Ward escribió un op-ed para The Guardian en el que criticó al Gobierno del Reino Unido por su gestión de la pandemia de coronavirus 2019-2020. A pesar de la evidencia creciente sobre el virus publicada por la Organización Mundial de la Salud e investigadores en Wuhan, el Reino Unido no siguió de cerca los casos surgidos en la comunidad, no implementó medidas de rastreo de contactos de casos detectados ni aplicó un cierre riguroso y temporal del país. El 13 de abril de 2020 Ward escribió en Twitter  "es muy triste que tantas personas hayan muerto, y muchas más estén desesperadamente enfermas porque los políticos rechazasen seguir consejos". En The Guardian Ward escribió, "Científicos como yo dijimos cerrad las fronteras antes; dijimos haced test, rastread, aíslad. Pero decidieron que sabían mejor". Ward cree que estrictas medidas de distanciamiento social tendrían que haber sido aplicadas diez días antes. Ha hecho campaña por el aislamiento de casos diagnosticados, el aumento del número de tests para diagnosticar casos nuevos y el seguimiento y la supresión de transmisiones en hospitales gracias al uso de equipos de protección individual (PPE) apropiados. Además, Ward expresó la necesidad de investigar las disparidades de salud experimentadas por pacientes negros y de minorías étnicas. Al ser preguntada sobre por qué la pandemia había sido peor en el Reino Unido que en Alemania, Ward remarcó, "Había una carencia de tests, carencia de equipos de protección individual, carencia de ventiladores y carencia de camas en hospitales y capacidad del Servicio Nacional de Salud (NHS), como resultado de 10 años de recortes".

## Publicaciones destacadas
- Ward, Helen; Rönn, Minttu (2011). «The contribution of STIs to the sexual transmission of HIV». Curr Opin HIV AIDS. PMC 2923028. PMID 20543605. doi:10.1097/COH.0b013e32833a8844.
- Ward, Helen; Fidler, Sarah; Gerver, Sarah M.; Kim, Sung-Hee (2014). «Adherence to antiretroviral therapy in adolescents living with HIV: systematic review and meta-analysis». AIDS. PMC 4162330. PMID 24845154. doi:10.1097/QAD.0000000000000316.
- Ward, Helen; Day, Sophie (1999). «Risky business: Health and safety in the sex industry over a 9 year period». Sexually Transmitted Infections. OCLC 775385630. PMC 1758230. PMID 10616360. doi:10.1136/sti.75.5.340.